# Pou de glaç de Sant Oleguer
El Pou de glaç de Sant Oleguer és una obra de Sabadell (Vallès Occidental) protegida com a Bé Cultural d'Interès Local.

## Descripció
Pou de glaç emplaçat a la confluència del torrent de Sant Oleguer amb el riu Ripoll, a nivell del Pla dels Cartrons. El pou està parcialment soterrat, de manera que el que es pot observar és solament la coberta de la cambra subterrània on s'hi guardava el glaç, que es recollia a l'hivern per a ser consumit a l'estiu.
Es tracta d'una construcció de planta circular, de 8,80 metres de diàmetre interior i una alçada d'11 metres. Té una porta d'accés a nivell de l'actual carretera i una volta de pedra reforçada per dos arcs creuats. El pou està cobert amb una cúpula de base octogonal amb teules vidriades verdes, i els murs són de carreus vistos.

## Història
El pou es troba documentat des dels segles XVII i XVIII, sent construït poc abans de l'any 1678 per Domènec Bruguera, un pagès sabadellenc que aprofità el diferencial tèrmic de la zona enclotada on es troba emplaçat l'edifici. A més, la seva proximitat als centres de consum (Sabadell i Barcelona), l'avantatjava respecte els altres pous de glaç, que es construïen en zones muntanyoses i planes interiors.
Fou restaurat l'any 1995.